# John Cliff
John Cliff (Swainsboro, 26 novembre 1918 – Hayward, 12 maggio 2001) è stato un attore statunitense.
Ha recitato in oltre 60 film dal 1949 al 1969 ed è apparso in quasi 90 produzioni televisive dal 1950 al 1973. È stato accreditato anche con il nome Johnny Cliff.

## Biografia
John Cliff nacque a Swainsboro, in Georgia, il 26 novembre 1918. Debuttò a Hollywood subito dopo la fine della seconda guerra mondiale. Per il cinema interpretò soprattutto personaggi duri o rozzi in diversi film western. Per la televisione interpretò una lunga serie di personaggi secondari in molti episodi di serie televisive dagli anni 50 agli inizi degli anni 70. Cominciò la sua carriera televisiva nella serie western Il cavaliere solitario per la quale fu accreditato 10 volte dal 1950 al 1957. Recitò anche in un episodio della serie classica di Ai confini della realtà intitolato Il signor Garrity e le tombe.
La sua ultima apparizione sul piccolo schermo avvenne nell'episodio The Soul Is the Warrior della serie televisiva Kung Fu, andato in onda l'8 febbraio 1973 mentre per il grande schermo l'ultima interpretazione risale al film della Disney Il computer con le scarpe da tennis del 1969 in cui interpreta, non accreditato, un piccolo ruolo.
Morì a Hayward, in California, il 12 maggio 2001.

## Filmografia

### Cinema
- L'inafferrabile (Fighting Man of the Plains) (1949)
- Giungla d'asfalto (The Asphalt Jungle) (1950)
- Beyond the Purple Hills (1950)
- Gianni e Pinotto nella legione straniera (Abbott and Costello in the Foreign Legion) (1950)
- L'assalto al treno postale (Wyoming Mail) (1950)
- Il lattaio bussa una volta (The Milkman) (1950)
- Yvonne la francesina (Frenchie) (1950)
- Law of the Badlands (1951)
- Marmittoni al fronte (Up Front) (1951)
- La prova del fuoco (The Red Badge of Courage) (1951)
- No Questions Asked (1951)
- Il magnifico fuorilegge (Best of the Badmen) (1951)
- Prigionieri della città deserta (Split Second) (1953)
- Duello sulla Sierra Madre (Second Chance) (1953)
- L'inferno di Yuma (Devil's Canyon) (1953)
- Non sparare baciami! (Calamity Jane) (1953)
- Il comandante del Flying Moon (Back to God's Country) (1953)
- Jesse James vs. the Daltons (1954)
- Il terrore delle Montagne Rocciose (Siege at Red River) (1954)
- Gli avvoltoi della strada ferrata (Rails Into Laramie) (1954)
- La magnifica preda (River of No Return) (1954)
- Fireman Save My Child (1954)
- La lunga notte (The Long Wait) (1954)
- Demetrio e i gladiatori (Demetrius and the Gladiators) (1954)
- La legge contro Billy Kid (The Law vs. Billy the Kid) (1954)
- Il figliuol prodigo (The Prodigal) (1955)
- Duello a Bitter Ridge (The Man from Bitter Ridge) (1955)
- Spionaggio atomico (A Bullet for Joey) (1955)
- Tenebrosa avventura (Finger Man) (1955)
- È sempre bel tempo (It's Always Fair Weather) (1955)
- Voi assassini (Illegal) (1955)
- Lo sciopero delle mogli (The Second Greatest Sex) (1955)
- L'assassino è perduto (The Killer Is Loose) (1956)
- La pistola sepolta (The Fastest Gun Alive) (1956)
- Ore di angoscia (A Cry in the Night) (1956)
- Gianni e Pinotto banditi col botto (Dance with Me, Henry) (1956)
- Mezzanotte a San Francisco (The Midnight Story) (1957)
- L'evaso di San Quintino (House of Numbers) (1957)
- La strage di Frankenstein (I Was a Teenage Frankenstein) (1957)
- Seven Guns to Mesa (1958)
- L'urlo dei comanches (Fort Dobbs) (1958)
- Pistole calde a Tucson (Gunsmoke in Tucson) (1958)
- La leggenda di Tom Dooley (The Legend of Tom Dooley) (1959)
- Toby Tyler (Toby Tyler, or Ten Weeks with a Circus) (1960)
- Rivolta indiana nel West (Oklahoma Territory) (1960)
- La spiaggia del desiderio (Where the Boys Are) (1960)
- Il grande impostore (The Great Impostor) (1961)
- Tre oriundi contro Ercole (The Three Stooges Meet Hercules) (1962)
- La signora e i suoi mariti (What a Way to Go!) (1964)
- F.B.I. - Operazione gatto (That Darn Cat!) (1965)
- Dawn of Victory (1966)
- Un maggiordomo nel Far West (The Adventures of Bullwhip Griffin) (1967)
- Otto in fuga (Eight on the Lam) (1967)
- Good Times (1967)
- The Gnome-Mobile (1967)
- La giungla del denaro (The Money Jungle) (1967)
- Three Guns for Texas (1968)
- L'onda lunga (The Sweet Ride) (1968)
- L'incredibile furto di Mr. Girasole (Never a Dull Moment) (1968)
- Il cavallo in doppio petto (The Horse in the Gray Flannel Suit) (1968)
- Un Maggiolino tutto matto (The Love Bug) (1968)
- Il computer con le scarpe da tennis (The Computer Wore Tennis Shoes) (1969)

### Televisione
- Dick Tracy – serie TV, 3 episodi (1950-1951)
- Le avventure di Rex Rider (The Range Rider) – serie TV, 4 episodi (1951)
- Waterfront – serie TV, un episodio (1954)
- Rocky Jones, Space Ranger – serie TV, un episodio (1954)
- Schlitz Playhouse of Stars – serie TV, un episodio (1954)
- I Led 3 Lives – serie TV, un episodio (1955)
- The Whistler – serie TV, episodio 1x31 (1955)
- The Star and the Story – serie TV, episodio 1x19 (1955)
- Stage 7 – serie TV, episodio 1x25 (1955)
- Navy Log – serie TV, episodio 1x03 (1955)
- Frida (My Friend Flicka) – serie TV, episodio 1x05 (1955)
- Cisco Kid (The Cisco Kid) – serie TV, un episodio (1956)
- Steve Donovan, Western Marshal – serie TV, un episodio (1956)
- Frontier – serie TV, un episodio (1956)
- Furia (Fury) – serie TV, un episodio (1956)
- Le avventure di Campione (The Adventures of Champion) – serie TV, un episodio (1956)
- Four Star Playhouse – serie TV, un episodio (1956)
- Crossroads – serie TV, episodio 2x02 (1956)
- The 20th Century-Fox Hour – serie TV, episodi 1x13-2x08 (1956-1957)
- The Gray Ghost – serie TV, episodio 1x19 (1957)
- The Lineup – serie TV, un episodio (1957)
- Il cavaliere solitario (The Lone Ranger) – serie TV, 10 episodi (1950-1957)
- The Adventures of Jim Bowie – serie TV, un episodio (1957)
- Adventures of Superman – serie TV, 2 episodi (1956-1957)
- Le avventure di Rin Tin Tin (The Adventures of Rin Tin Tin) – serie TV, 3 episodi (1955-1957)
- Alcoa Theatre – serie TV, un episodio (1957)
- Colt .45 – serie TV, 2 episodi (1957-1958)
- Trackdown – serie TV, 2 episodi (1957-1958)
- The Court of Last Resort – serie TV, episodio 1x23 (1958)
- Richard Diamond (Richard Diamond, Private Detective) – serie TV, un episodio (1958)
- Le leggendarie imprese di Wyatt Earp (The Life and Legend of Wyatt Earp) – serie TV, 2 episodi (1957-1958)
- Goodyear Theatre – serie TV, episodio 1x15 (1958)
- Sugarfoot – serie TV, 2 episodi (1958)
- Broken Arrow – serie TV, un episodio (1958)
- Decision – serie TV, un episodio (1958)
- Disneyland – serie TV, un episodio (1958)
- Bronco – serie TV, un episodio (1958)
- Man with a Camera – serie TV, un episodio (1958)
- Northwest Passage – serie TV, un episodio (1959)
- Yancy Derringer – serie TV, un episodio (1959)
- The Texan – serie TV, 2 episodi (1958-1959)
- Tightrope – serie TV, episodio 1x02 (1959)
- The Deputy – serie TV, un episodio (1959)
- Bat Masterson – serie TV, 2 episodi (1959)
- Peter Gunn – serie TV, episodio 2x11 (1959)
- Mr. Lucky – serie TV, episodio 1x14 (1960)
- Bourbon Street Beat – serie TV, un episodio (1960)
- Men Into Space – serie TV, episodio 1x20 (1960)
- Hawaiian Eye – serie TV, episodio 1x29 (1960)
- The Rifleman – serie TV, un episodio (1960)
- Route 66 – serie TV, un episodio (1960)
- The Tall Man – serie TV, un episodio (1960)
- Ispettore Dante (Dante) – serie TV, episodio 1x07 (1960)
- Ricercato vivo o morto (Wanted: Dead or Alive) – serie TV, 4 episodi (1958-1961)
- Carovana (Stagecoach West) – serie TV, episodio 1x17 (1961)
- Coronado 9 – serie TV, un episodio (1961)
- Maverick – serie TV, 5 episodi (1957-1961)
- Alcoa Presents: One Step Beyond – serie TV, un episodio (1961)
- Lawman – serie TV, 2 episodi (1958-1961)
- Two Faces West – serie TV, un episodio (1961)
- Gli intoccabili (The Untouchables) – serie TV, un episodio (1961)
- Whispering Smith – serie TV, episodio 1x04 (1961)
- Laramie – serie TV, 2 episodi (1960-1961)
- Lotta senza quartiere (Cain's Hundred) – serie TV, un episodio (1961)
- Cheyenne – serie TV, 4 episodi (1956-1961)
- Tales of Wells Fargo – serie TV, 2 episodi (1958-1961)
- Frontier Circus – serie TV, un episodio (1962)
- Dennis the Menace – serie TV, un episodio (1962)
- Carovane verso il west (Wagon Train) – serie TV, un episodio (1963)
- La legge del Far West (Temple Houston) – serie TV, episodio 1x07 (1963)
- Grindl – serie TV, 2 episodi (1963-1964)
- Ai confini della realtà (The Twilight Zone) – serie TV, un episodio (1964)
- Perry Mason – serie TV, 3 episodi (1957-1965)
- Hazel – serie TV, 3 episodi (1964-1965)
- Laredo – serie TV, 2 episodi (1965)
- Organizzazione U.N.C.L.E. (The Man from U.N.C.L.E.) – serie TV, un episodio (1965)
- A Man Called Shenandoah – serie TV, 2 episodi (1966)
- The Rounders – serie TV, episodio 1x07 (1966)
- Rango – serie TV, episodio 1x01 (1967)
- Custer – serie TV, un episodio (1967)
- Il grande teatro del west (The Guns of Will Sonnett) – serie TV, un episodio (1968)
- La grande vallata (The Big Valley) – serie TV, un episodio (1968)
- Lassie – serie TV, 5 episodi (1955-1968)
- The Beverly Hillbillies – serie TV, un episodio (1969)
- Petticoat Junction – serie TV, un episodio (1969)
- Il virginiano (The Virginian) – serie TV, 6 episodi (1963-1970)
- Adam-12 – serie TV, 2 episodi (1969-1971)
- Ironside – serie TV, 3 episodi (1969-1972)
- Kung Fu – serie TV, un episodio (1973)